# Ptochiomera nodosa
Ptochiomera nodosa är en insektsart som beskrevs av Thomas Say 1832. Ptochiomera nodosa ingår i släktet Ptochiomera och familjen Rhyparochromidae. Inga underarter finns listade i Catalogue of Life.